# Echium candicans
Echium candicans är en strävbladig växtart som beskrevs av Carl von Linné d.y.. Echium candicans ingår i släktet snokörter, och familjen strävbladiga växter. IUCN kategoriserar arten globalt som otillräckligt studerad. Inga underarter finns listade i Catalogue of Life.

## Bildgalleri

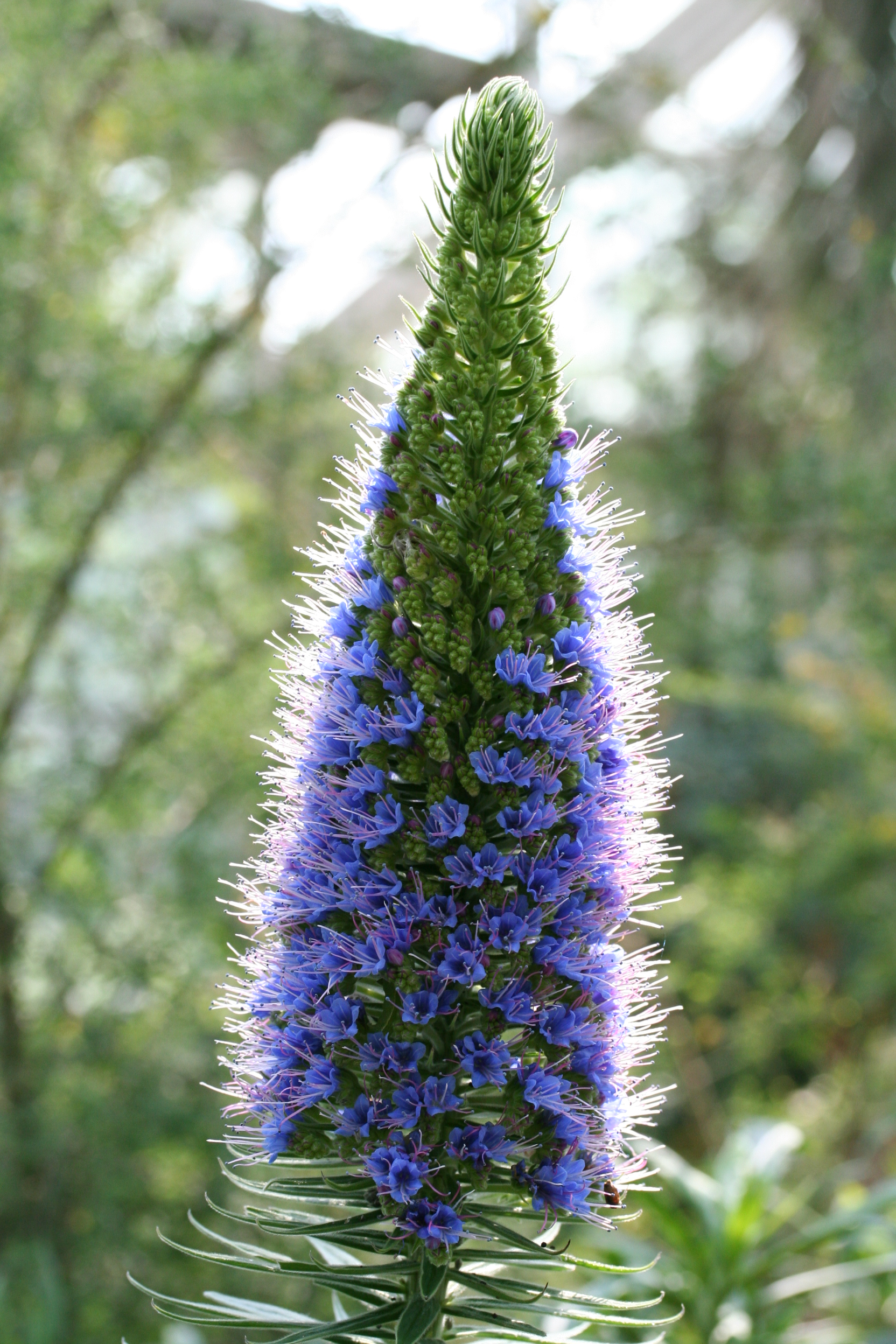
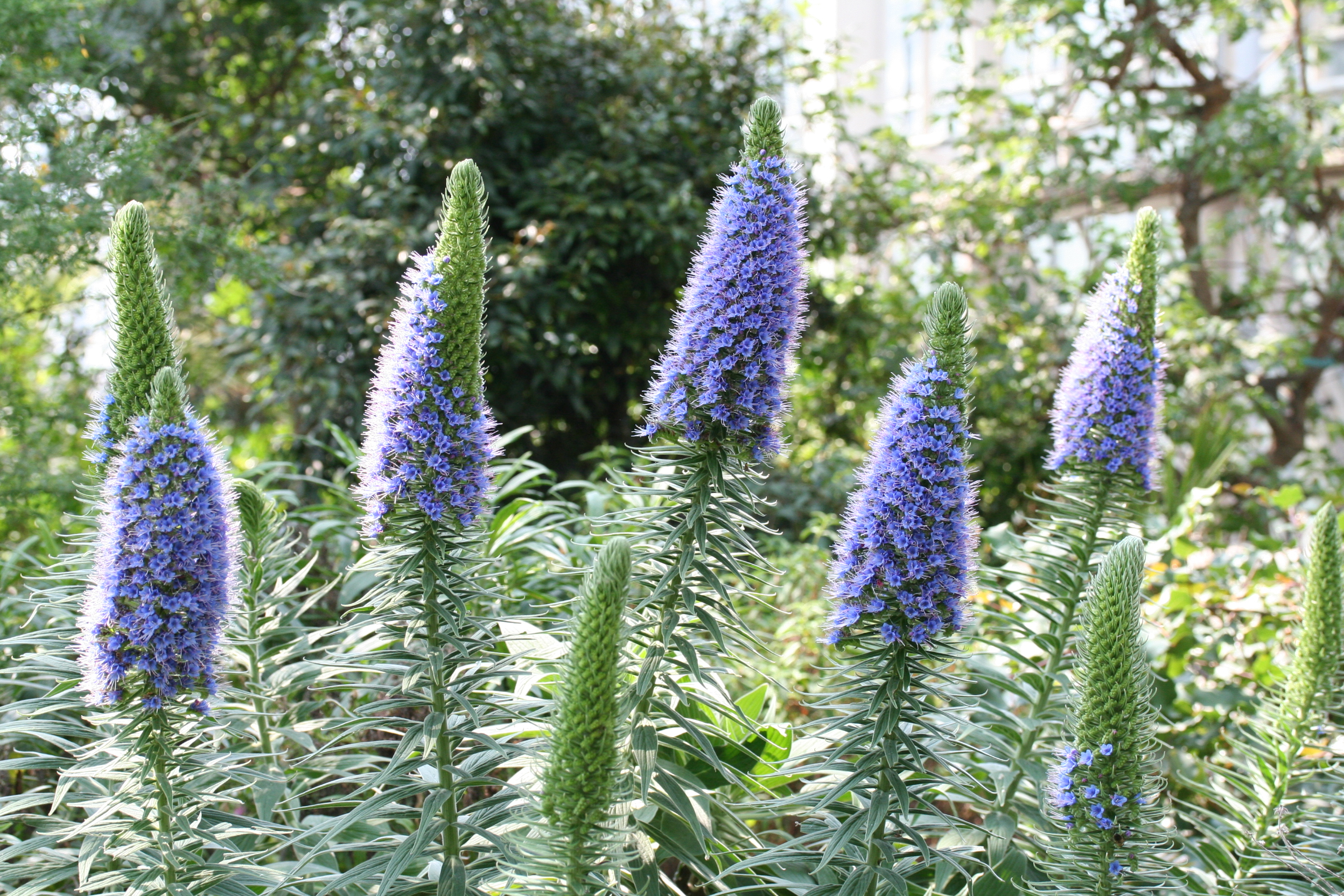
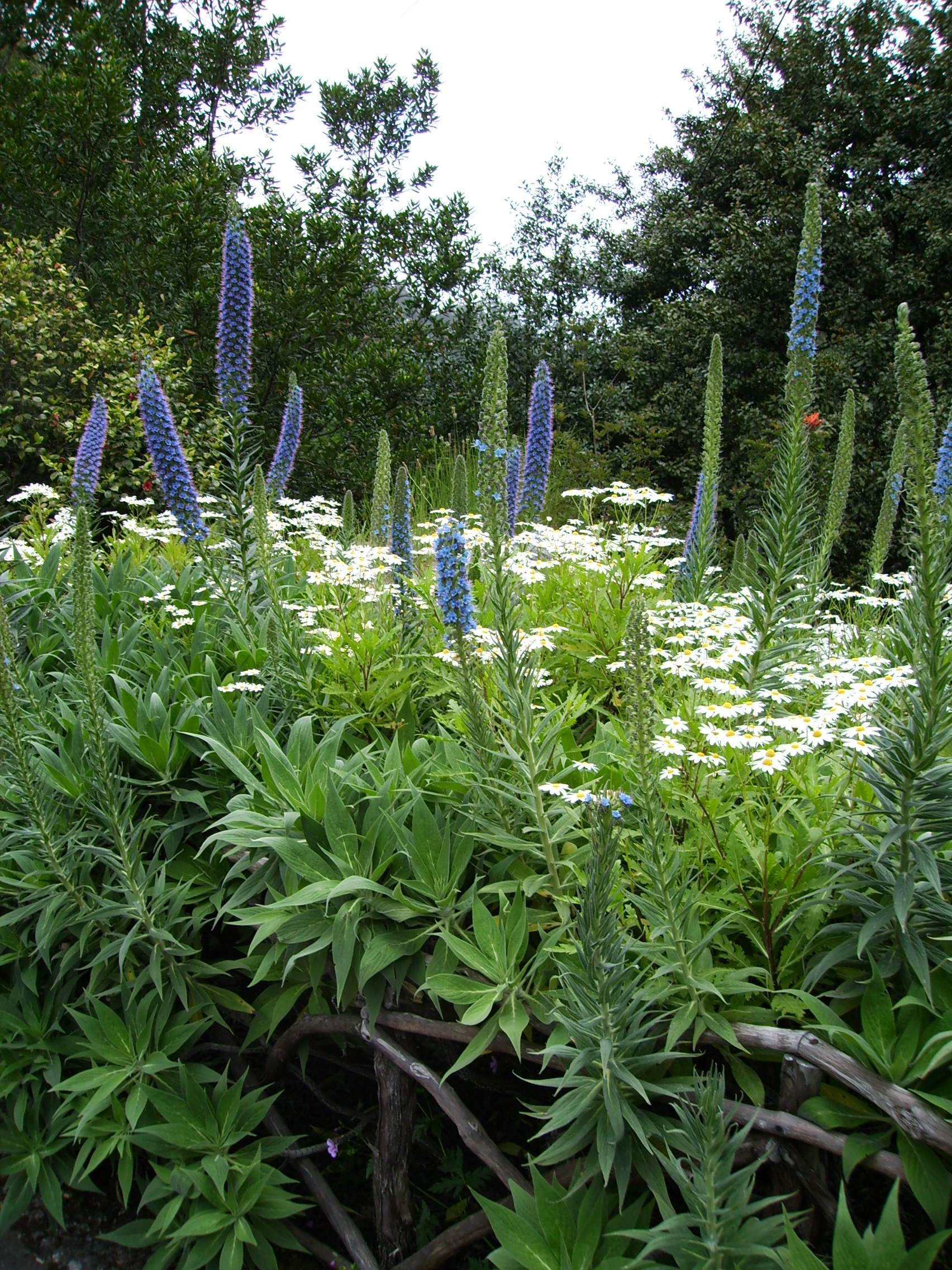
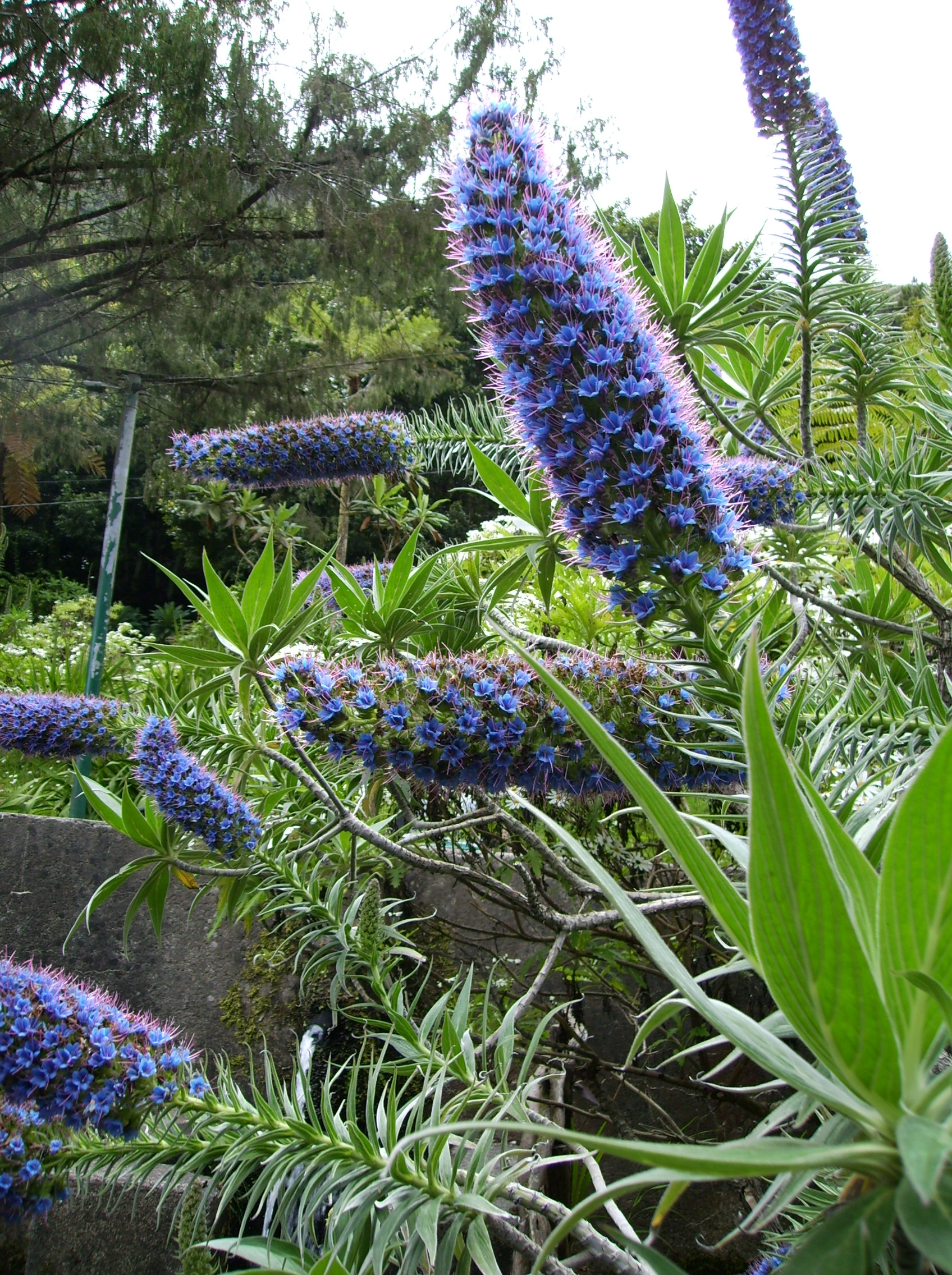
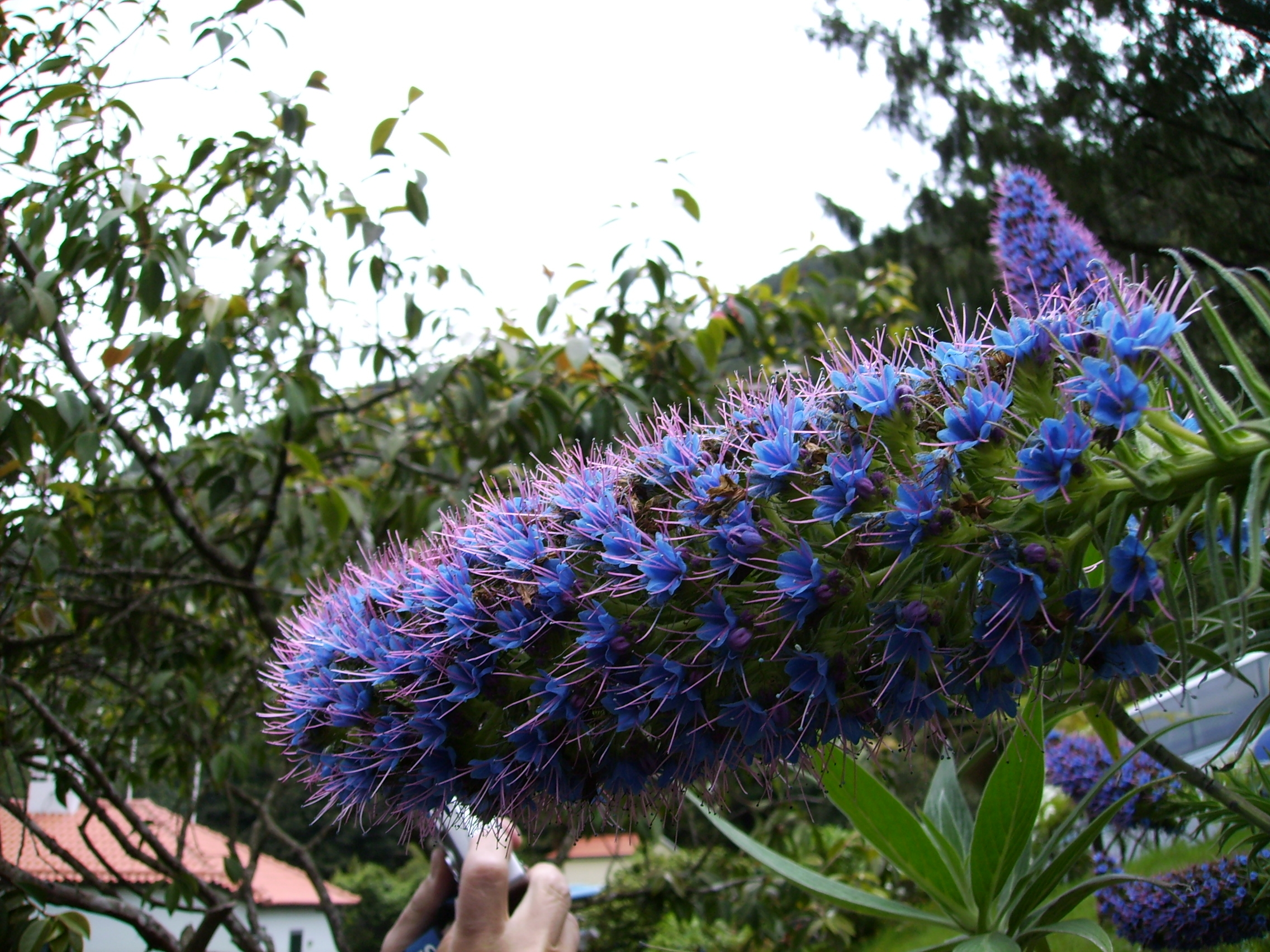
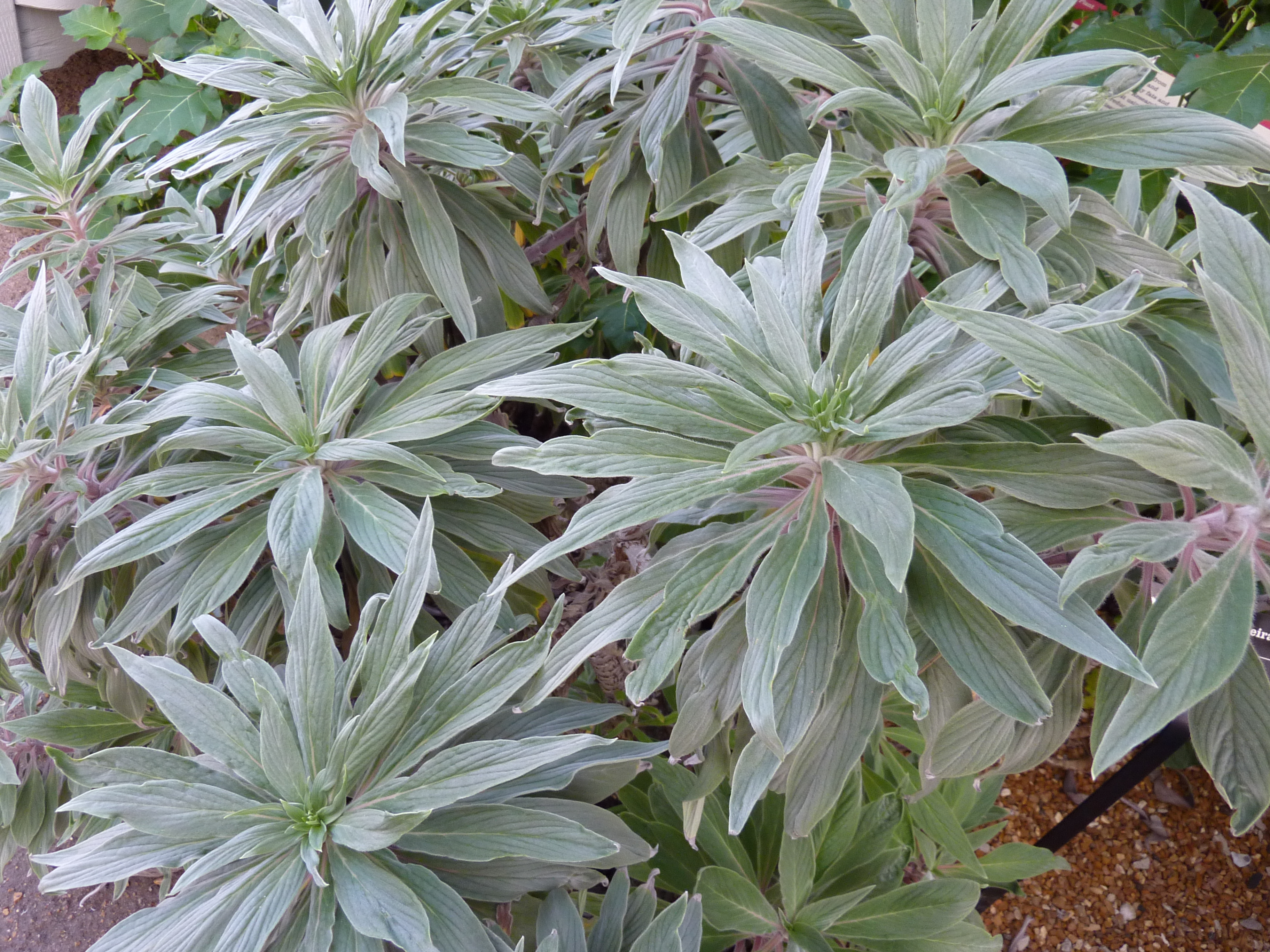